# Crane Brinton
Clarence Crane Brinton (* 2. Februar 1898 in Winsted, Connecticut; † 7. September 1968 in Cambridge, Massachusetts) war ein US-amerikanischer Historiker. In seinem bedeutendsten und stark soziologisch vorgehenden Werk von 1938 The Anatomy of Revolution beschreibt und typisiert er allgemein den Verlauf von Revolutionen.

## Leben und Wirken
Brinton war der Sohn von Clarence Hawthorne Brinton und dessen Frau Eva (geborene Crane). Seine Familie zog nach seiner Geburt nach Springfield in Massachusetts um. Hier besuchte er die öffentlichen Schulen und begann 1915 ein Studium an der Harvard University, das er 1919 mit „summa cum laude“ abschloss. Mithilfe eines Rhodes-Stipendiums konnte er sein Studium an der University of Oxford fortsetzen und wurde hier im Jahr 1923 mit einer Schrift über den „politischen Gedanken der englischen Romantiker“ zum Doktor der Philosophie (PhD) promoviert. Anschließend erhielt er einen Lehrauftrag an der Harvard University. Im Jahr 1942 wurde er zum ordentlichen Professor ernannt. Von 1946 bis 1968 war er McLean-Professor für Alte und Moderne Geschichte. In der Mitte des 20. Jahrhunderts Brinton die Tendenzen innerhalb einer Gesellschaft, wie sie sich vor einer großen Revolution darstellten. Dabei sah er in der vorrevolutionären Gesellschaft eine Kombination aus sozialen und politischen Spannungen, die durch einen allmählichen Zusammenbruch der Werte der Gesellschaft verursacht wurden. Dies führt zu einem Verfall der politischen Autorität und damit verbunden eine zunehmende Gewalt, um dem Machterhalt zu sichern. Zugleich erkennt er Reformbestrebungen und ein Aufbegehren gegen die Korruption der politischen Autorität. Die führe dazu, dass sich oppositionelle Gruppierungen zusammenschließen, um die bisherige Autorität zu stürzen. Nach dem Sturz der Regierung herrscht zunächst eine Phase des optimistischen Idealismus. Die Aufgabe einer neuen Regierungsbildung kann jedoch bald zu neuen Spannungen und einer Spaltung zwischen gemäßigten und radikalen Gruppen führen. Dies kann wiederum zum Aufstieg von Extremisten führen, die die Macht an sich nehmen. Die französische und die russische Revolution folgten diesem Entwicklungsverlauf, ebenso wie die islamische Revolution im Iran im späten 20. Jahrhundert.
Für seine Arbeit wurde Brinton 1939 in die American Academy of Arts and Sciences gewählt. Seit 1953 war er Mitglied der American Philosophical Society und seit 1955 der American Academy of Arts and Letters. Im Jahr 1963 war er Präsident der American Historical Association
Brinton heiratete 1946 die Psychologin Cecilia Washburn Roberts. Das Paar blieb kinderlos.

## Werke (Auswahl)
- The Jacobins. An Essay in the New History. 1930.
- A Decade of Revolution, 1789–1799. Harper & Row, New York 1934 (archive.org – Leseprobe).
- The Anatomy of Revolution. 1938.
- Nietzsche. Harvard University Press, 1941 (archive.org).
- Ideas and Men. The Story of Western Thought. 1950.
- A History of Western Morals. 1959.
- English political thought in the 19th century Harper, New York 1962 (archive.org – Leseprobe).
- The Shaping of the Modern Mind. 1963.
- Many Mansions. In: The American Historical Review Band 69, Nr. 2, 1. Januar 1964, ISSN 1937-5239, doi:10.1086/ahr/69.2.309, S. 309–326.
- The Americans and the French. 1968.
- mit John B. Christopher; Robert Lee Wolff: A History of civilization 6. Auflage, Prentice-Hall, Englewood Cliffs, N.J. 1984, ISBN 0-13-389874-1 (archive.org).